# Distretto di Wang Wiset
Il distretto di Wang Wiset (in thailandese: วังวิเศษ) è un distretto (amphoe) della Thailandia, situato nella provincia di Trang.